# Собор Рождества Христова (Тирасполь)
Собо́р Рождества́ Христо́ва в Тирасполе (Приднестровье) — православный кафедральный собор Тираспольской и Дубоссарской епархии Православной церкви Молдовы, расположенный на пересечении улиц Шевченко и Карла Маркса, недалеко от площади Суворова. Построен в 1998—2000 гг.

## История
Заложен 1 сентября 1998 г. Первая Божественная литургия в строящемся храме совершена в августе 1999 года.
Освящение, которое возглавил предстоятель Православной церкви Молдовы, митрополит Кишинёвский и всея Молдовы Владимир (Кантарян), состоялось 16 января 2000 года, в присутствии президента Приднестровья Игоря Смирнова.
Возведение епархиального комплекса взяла на себя компания «Шериф».
Торжества в ознаменование завершения собора включали, среди прочего, выпуск серии почтовых марок с изображением церкви (см. приднестровские марки, выпущенные к Рождеству 1999 года).
Изображение собора размещено на банкнотах 100 рублей ПМР выпуска 2000 и 2007 годов.
В 2001 году собор был изображён на монетах в торжественной серии золотых и серебряных денежных единиц, изображающих православные храмы Приднестровья.
С 2007 года ключарь-администратор — игумен Виктор (Саяпин).
8 сентября 2013 года Патриарх Московский и всея Руси Кирилл посетил кафедральный собор Рождества Христова, в котором совершил молебен перед иконой Божией Матери «Взыскание погибших», именуемой Тираспольской. Также в память о своем визите патриарх оставил икону праведного Фёдора Ушакова и изображение Владимирской иконы Божьей Матери.
С 30 мая 2019 года ключарь-администратор собора — иерей Павел Кузменых.

## Архитектура
Собор составляет архитектурный комплекс, в который входят также епархиальное управление и приходской дом, в котором находятся соборная библиотека, воскресная школа, келии для клириков, а также крестильный храм.
Автором проекта собора и епархиального комплекса является тираспольский архитектор П. Г. Яблонский. За основу были взяты образцы храмовой архитектуры Древней Руси. Здания епархиального управления и приходского дома выстроены по образцам русской архитектуры XVII века.

## Галерея

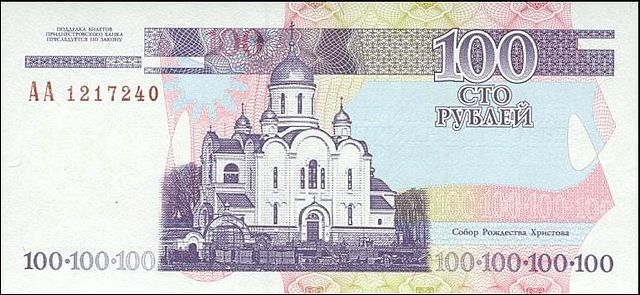
Собор Рождества Христова (Тирасполь) на банкноте 100 рублей ПМР выпуска 2000 г.
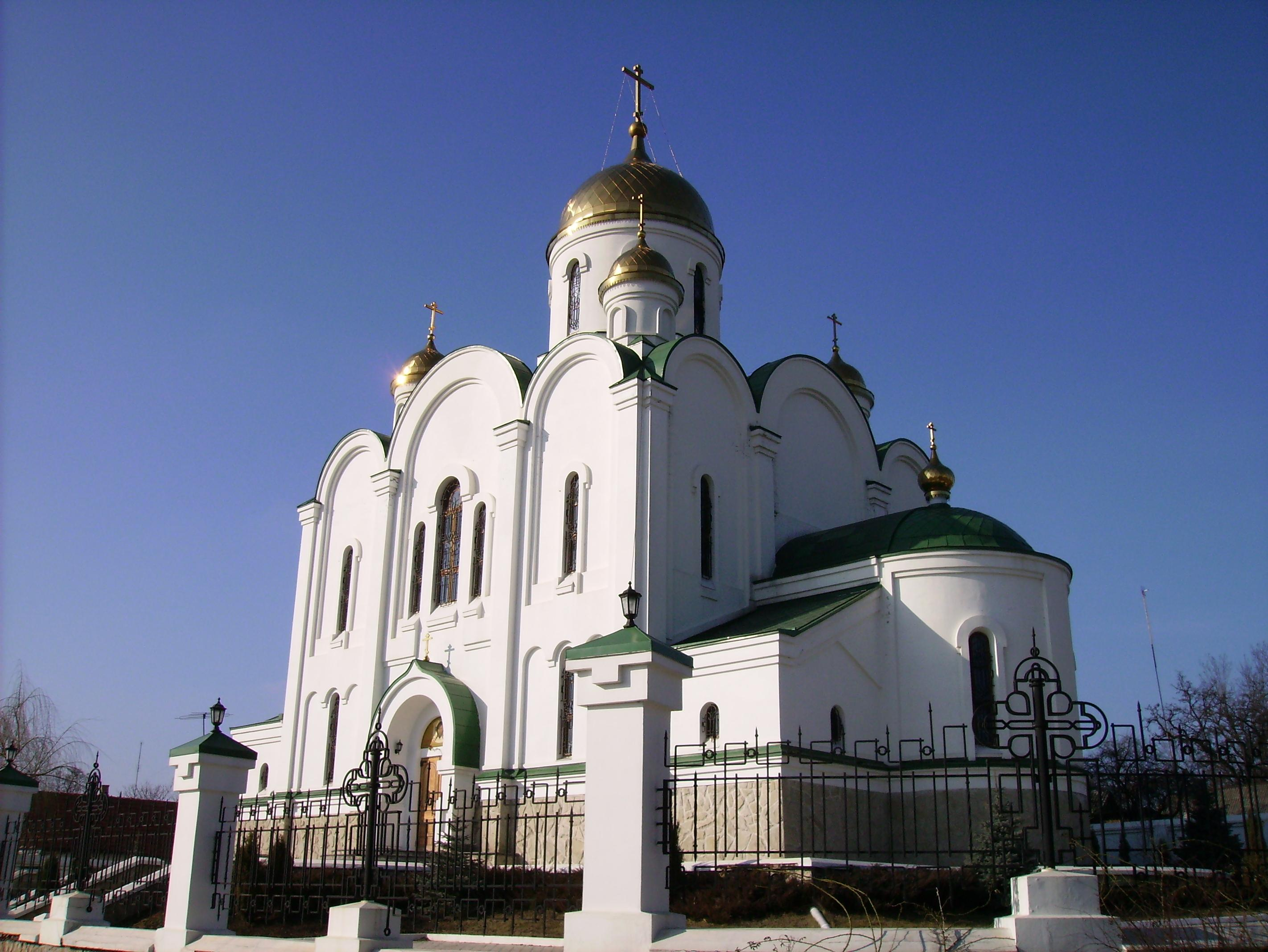
Собор Рождества Христова
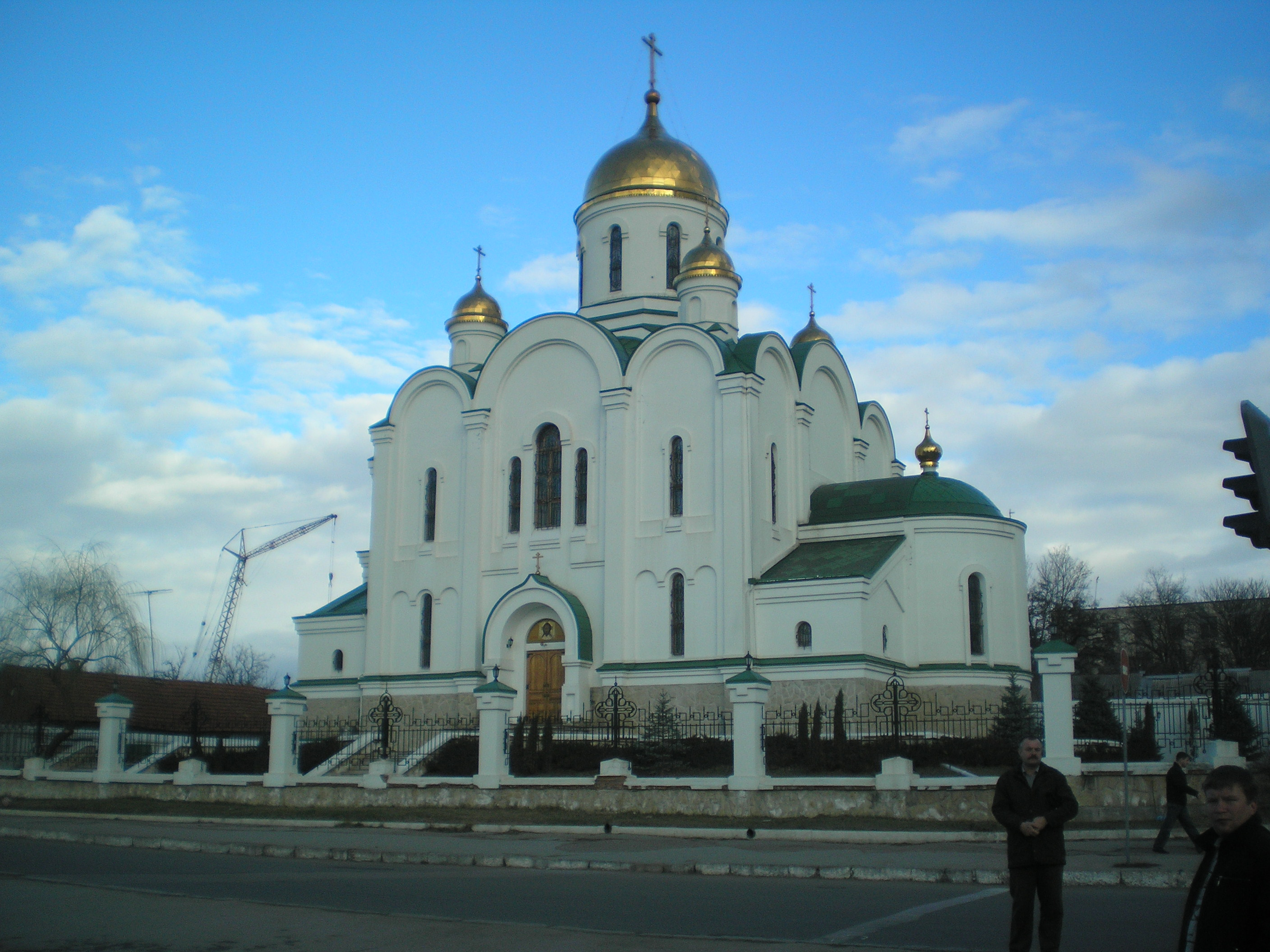
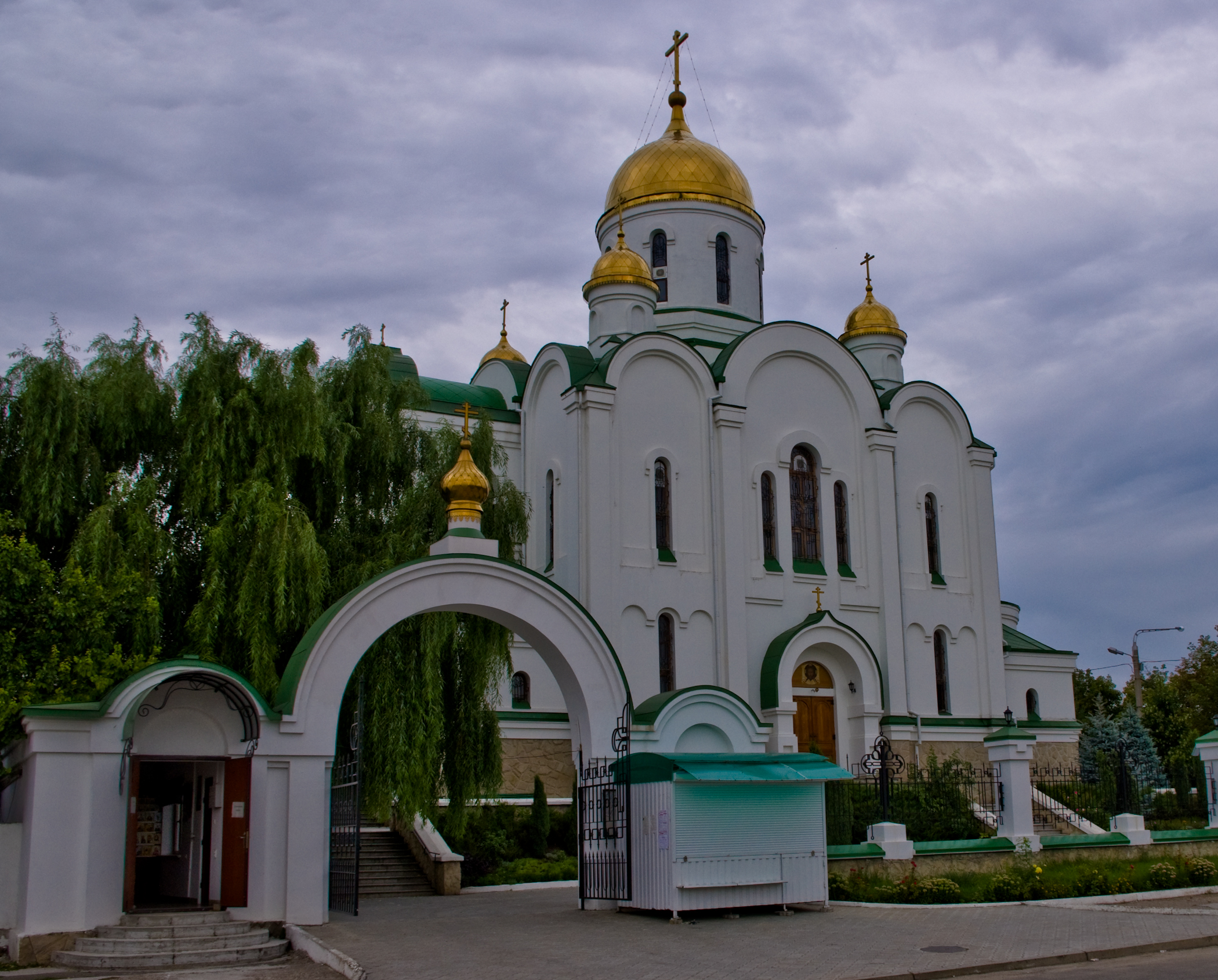
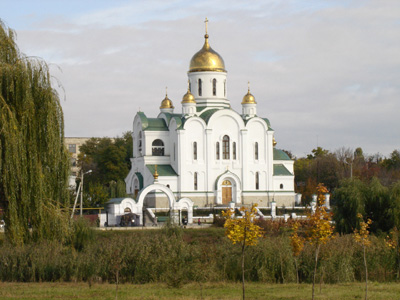

## В филателии
1 сентября 2023 года состоялось спецгашение памятного конверта, посвященного 25-ти летию начала строительства Кафедрального собора Рождества Христова.